# Сурат (Казахстан)
Сура́т (каз. Сұрат) — село у складі Меркенського району Жамбильської області Казахстану. Адміністративний центр Суратського сільського округу.
Населення — 1663 особи (2021; 1585 у 2009, 1477 у 1999, 1694 у 1989).